# Kozielice (gemeente)
De gemeente Kozielice is een landgemeente in powiat Pyrzycki. Aangrenzende gemeenten:
- Bielice en Pyrzyce (powiat Pyrzycki)
- Banie (powiat Gryfiński)
- Myślibórz (powiat Myśliborski)

De zetel van de gemeente is in het dorp Kozielice.
De gemeente beslaat 13,0% van de totale oppervlakte van de powiat.

## Demografie
Stand op 30 juni 2004:
| Omschrijving                   | Totaal | Totaal | Vrouwen | Vrouwen | Mannen | Mannen |
| ------------------------------ | ------ | ------ | ------- | ------- | ------ | ------ |
| eenheid                        | aantal | %      | aantal  | %       | aantal | %      |
| inwoners                       | 2618   | 100    | 1299    | 49,6    | 1319   | 50,4   |
| bevolkingsdichtheid (inw./km²) | 27,7   | 27,7   | 13,7    | 13,7    | 14     | 14     |

De gemeente heeft 6,5% van het aantal inwoners van de powiat. In 2002 bedroeg het gemiddelde inkomen per inwoner 1539,54 zł.

## Plaatsen
- Kozielice (Duits Köselitz, dorp)

Administratieve plaatsen (sołectwo) van de gemeente Kozielice:
- Czarnowo, Łozice, Maruszewo, Mielno Pyrzyckie, Rokity, Siemczyn, Tetyń, Trzebórz en Załęże.

Zonder de status sołectwo : Przydarłów, Trzebórz-Podborze, Zadeklino